# Liste der Baudenkmäler in Grainau

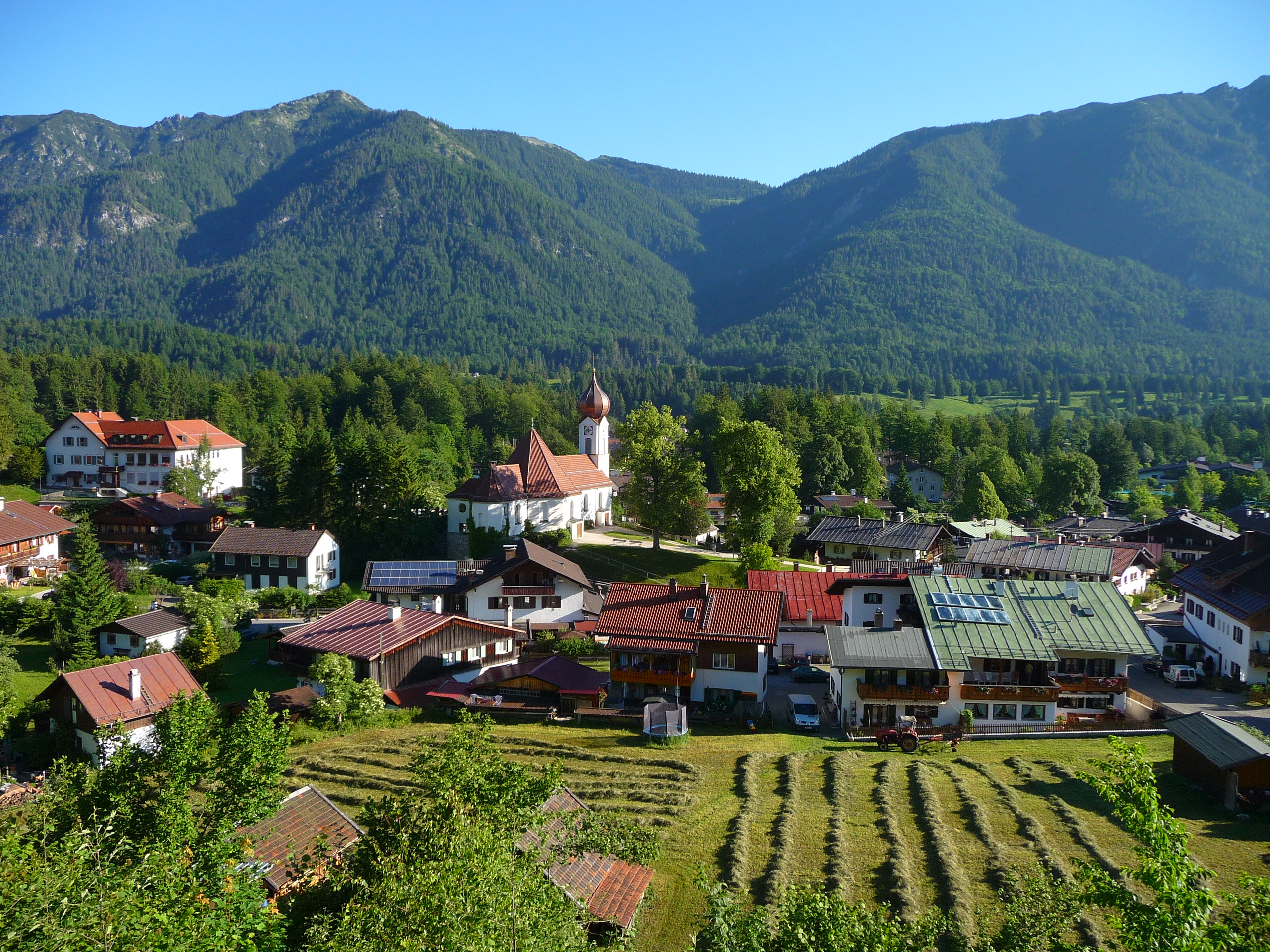
Blick auf Grainau

Auf dieser Seite sind die Baudenkmäler in der oberbayerischen Gemeinde Grainau zusammengestellt. Diese Tabelle ist eine Teilliste der Liste der Baudenkmäler in Bayern. Grundlage ist die Bayerische Denkmalliste, die auf Basis des Bayerischen Denkmalschutzgesetzes vom 1. Oktober 1973 erstmals erstellt wurde und seither durch das Bayerische Landesamt für Denkmalpflege geführt wird. Die folgenden Angaben ersetzen nicht die rechtsverbindliche Auskunft der Denkmalschutzbehörde.

## Baudenkmäler nach Ortsteilen

### Obergrainau
| Lage                           | Objekt                              | Beschreibung | Akten-Nr.                       | Bild                  |
| ------------------------------ | ----------------------------------- | --- | ------------------------------- | --------------------- |
| Kirchbichl 4 (Standort)        | Pfarrkirche St. Johannes der Täufer | Neubarocker Bau mit oktogonalem Hauptraum, Chor und Nordturm, im Kern 18. Jahrhundert, Turm von 1848/49, 1925–27 nach Plänen von Carl Sattler vergrößert; mit Ausstattung.                                                   | D-1-80-118-1 Wikidata           | weitere Bilder        |
| Kirchbichl 6 (Standort)        | Pfarrhaus Grainau                   | Zweigeschossiger langgestreckter Flachsatteldachbau mit weitem Vordach, 1811, ehemaliger Wirtschaftsteil modern ausgebaut.                                                                                                   | D-1-80-118-2                    | weitere Bilder        |
| Oberer Dorfplatz 3 (Standort)  | Ehemaliges Bauernhaus               | Zweigeschossiger Flachsatteldachbau mit Lauben und Zierbund, Mitte 18. Jahrhundert. | D-1-80-118-4 Wikidata           | Ehemaliges Bauernhaus |
| Oberer Dorfplatz 6 (Standort)  | Ehemaliges Bauernhaus               | Zweigeschossiger Flachsatteldachbau mit zweiseitig umlaufender Laube und Zierbund, um 1770/80. | D-1-80-118-5 Wikidata           | Ehemaliges Bauernhaus |
| Oberer Dorfplatz 7 (Standort)  | Bauernhaus                          | Zweigeschossiger giebelseitiger Mittertennbau mit Lauben und reichem Zierbund, bezeichnet 1779. | D-1-80-118-6 Wikidata           | Bauernhaus            |
| Oberer Dorfplatz 7 (Standort)  | Stadel                              | Flachsatteldachbau mit verbrettertem Obergeschoss und Bundwerk, um 1779. | D-1-80-118-6 zugehörig Wikidata | Stadel                |
| Oberer Dorfplatz 10 (Standort) | Bauernhaus                          | Zweigeschossiger Flachsatteldachbau mit Lauben, Zierbundgiebel und Traufbundwerk, um 1780. | D-1-80-118-7 Wikidata           | Bauernhaus            |
| Törlenweg 7 (Standort)         | Ehemaliges Bauernhaus               | Flachsatteldachbau mit teilweise verschaltem Blockbau-Obergeschoss, Lauben und Zierbund, 2. Hälfte 18. Jahrhundert. | D-1-80-118-8 Wikidata           | Ehemaliges Bauernhaus |
| Törlenweg 12 (Standort)        | Stadel                              | Ehemaliger Wirtschaftsteil eines Bauernhauses, Flachsatteldachbau mit verbrettertem Obergeschoss und Lauben, im Kern 17./18. Jahrhundert.                                                                                    | D-1-80-118-9 Wikidata           | Stadel                |
| Waxensteinstraße 41 (Standort) | Ehemaliges Bauernhaus               | Zweigeschossiger Flachsatteldachbau mit umlaufender Laube und Zierbund, im Kern 17./18. Jahrhundert. | D-1-80-118-11 Wikidata          | Ehemaliges Bauernhaus |
| Waxensteinstraße 46 (Standort) | Ehemaliges Bauernhaus               | Zweigeschossiger Flachsatteldachbau mit zweiseitig umlaufender Laube und Zierbund, bezeichnet 1779, ehemals giebelseitiger Wirtschaftsteil modern ausgebaut.                                                                 | D-1-80-118-10 Wikidata          | Ehemaliges Bauernhaus |
| Zugspitzstraße 1 (Standort)    | Ehemaliges Bauernhaus               | Zweigeschossiger Flachsatteldachbau mit Lauben und Zierbund, um 1780. | D-1-80-118-12 Wikidata          | Ehemaliges Bauernhaus |
| Zugspitzstraße 4 (Standort)    | Bauernhaus                          | Giebelseitiges Mittertennhaus mit Blockbau-Obergeschoss, Flachsatteldach, Lauben und Zierbund, bezeichnet 1757. | D-1-80-118-13 Wikidata          | Bauernhaus            |
| Zugspitzstraße 5 (Standort)    | Bauernhaus                          | Giebelseitiges Mittertennhaus mit Blockbau-Obergeschoss, Lauben, Legschindeldach, und Zierbund, 2. Hälfte 18. Jahrhundert.                                                                                                   | D-1-80-118-14 Wikidata          | Bauernhaus            |
| Zugspitzstraße 7 (Standort)    | Ehemaliges Bauernhaus               | Zweigeschossiger Flachsatteldachbau mit Lauben und Zierbund, 2. Hälfte 18. Jahrhundert. | D-1-80-118-15 Wikidata          | Ehemaliges Bauernhaus |
| Zugspitzstraße 99 (Standort)   | Erlöserkirche                       | Evangelisch-Lutherische Erlöserkirche mit baulich integriertem Mesnerhaus, zentralisierender Bau über fünfeckigem Grundriss mit weit herabgezogenem Dach und Rundturm, von Olaf Andreas Gulbransson, 1960f.; mit Ausstattung | D-1-80-118-38                   | weitere Bilder        |

### Hammersbach
| Lage                          | Objekt          | Beschreibung | Akten-Nr.                        | Bild            |
| ----------------------------- | --------------- | --- | -------------------------------- | --------------- |
| Kreuzeckweg 2a (Standort)     | Marienkapelle   | Kleiner neubarocker Saalbau mit Schweifgiebel und Dachreiter, nach Plänen von Emanuel von Seidl, bezeichnet 1901; mit Ausstattung                                                                                           | D-1-80-118-18 Wikidata           | weitere Bilder  |
| Höllentalstraße 6 (Standort)  | Bauernhaus      | Zweigeschossiger Flachsatteldachbau mit giebelseitiger Laube und reichem Zierbund, letztes Viertel 18. Jahrhundert; Getreidekasten, erdgeschossiger Blockbau mit Flachsatteldach bezeichnet 1633, östlich modern erweitert. | D-1-80-118-19 Wikidata           | weitere Bilder  |
| Höllentalstraße 8 (Standort)  | Getreidekasten  | Troadkasten zum Anwesen Höllentalstraße 6. | D-1-80-118-19 zugehörig Wikidata | BW              |
| Höllentalstraße 12 (Standort) | Kleinbauernhaus | Zweigeschossiger Flachsatteldachbau mit traufseitiger Laube und Zierbund, 2. Hälfte 18. Jahrhundert. | D-1-80-118-20 Wikidata           | Kleinbauernhaus |

### Schmölz
| Lage                        | Objekt                | Beschreibung | Akten-Nr.              | Bild                  |
| --------------------------- | --------------------- | --- | ---------------------- | --------------------- |
| Schmölzstraße 24 (Standort) | Ehemaliges Bauernhaus | Ein Legschindel-Flachsatteldachbau mit teilweise verbrettertem Obergeschoss, Lauben und reichem Zierbund, 1733. | D-1-80-118-21 Wikidata | Ehemaliges Bauernhaus |

### Untergrainau
| Lage                                            | Objekt                | Beschreibung | Akten-Nr.              | Bild                  |
| ----------------------------------------------- | --------------------- | --- | ---------------------- | --------------------- |
| Am Krepbach 2 (Standort)                        | Ehemaliges Bauernhaus | Zweigeschossiger Flachsatteldachbau mit Vorbau und Zierbünden, 2. Hälfte 18. Jahrhundert, westlicher Anbau modern. | D-1-80-118-23 Wikidata | BW                    |
| Baderseeweg 6 (Standort)                        | Bauernhaus            | Zweigeschossiger längsgeteilter Flachsatteldachbau mit Lauben und Zierbund, 2. Hälfte 18. Jahrhundert. | D-1-80-118-26 Wikidata | Bauernhaus            |
| Baderseeweg 14 (Standort)                       | Bauernhaus            | Zweigeschossiger Flachsatteldachbau mit Queranbau, Lauben und Zierbünden, bezeichnet 1802, nordwestlich erweitert. | D-1-80-118-28 Wikidata | weitere Bilder        |
| Eibseestraße 5/7 (Standort)                     | Doppelbauernhaus      | Zweigeschossiges giebelseitiges Mittertennhaus mit Flachsatteldach, Lauben und Zierbund, 2. Hälfte 18. Jahrhundert. | D-1-80-118-29 Wikidata | Doppelbauernhaus      |
| Eibseestraße 10/12 (Standort)                   | Doppelbauernhaus      | Zweigeschossiger giebelgeteilter Flachsatteldachbau mit Lauben und Zierbund, 2. Hälfte 18. Jahrhundert. | D-1-80-118-30 Wikidata | Doppelbauernhaus      |
| Eibseestraße 16 (Standort)                      | Bauernhaus            | Giebelseitiger Mittertennbau mit Blockbau-Obergeschoss, Flachsatteldach, Lauben und Zierbund, 2. Hälfte 18. Jahrhundert. | D-1-80-118-31 Wikidata | Bauernhaus            |
| Eibseestraße 22 (Standort)                      | Bauernhaus            | Giebelseitiger Mittertennbau mit Blockbau-Obergeschoss, Flachsatteldach, Lauben und Zierbund, 2. Hälfte 18. Jahrhundert. | D-1-80-118-32          | Bauernhaus            |
| Höhenrainweg 2 (Standort)                       | Bauernhaus            | Mittertennbau, zweigeschossiger Flachsatteldachbau mit Zierbund, bezeichnet 1796. | D-1-80-118-33 Wikidata | BW                    |
| Loisachstraße 55 (Standort)                     | Villa                 | zweigeschossiger Flachsatteldachbau mit holzverschaltem Bundwerkgiebel, dreiseitig umlaufender Laube, Eckerker, westlichem Anbau und Fassadenmalereien, auf hohem Sockelgeschoss, für Michael Berolzheimer, von Herms u. Mattar, 1906–08, westlicher Anbau, von Carl Sattler, 1929; Garage, erdgeschossiger Pultdachbau, von Herms u. Mattar, 1906–08, westlicher Anbau der Chauffeurswohnung, von Carl Sattler, 1930/31; Landschaftsgarten mit Einfriedung und Toreinfahrt; 1906–08 u. 1929. | D-1-80-118-40          | BW                    |
| Loisachstraße 63; Nähe Loisachstraße (Standort) | Landhaus              | Zweigeschossig mit Zeltdach, Risaliten und Wintergarten, von Georg Markwort, 1924; Gartenhaus um 1930–40. | D-1-80-118-39          | BW                    |
| Waxensteinstraße 1 (Standort)                   | Fassade               | Zweigeschossig mit reichem Zierbund, 3. Viertel 18. Jahrhundert. | D-1-80-118-36 Wikidata | Fassade               |
| Waxensteinstraße 2 (Standort)                   | Ehemaliges Bauernhaus | Flachsatteldachbau mit verputztem Blockbau-Obergeschoss und Zierbund, Mitte 18. Jahrhundert. | D-1-80-118-37 Wikidata | Ehemaliges Bauernhaus |
| Waxensteinstraße 4 (Standort)                   | Josefikapelle         | Katholische Kapelle, Barocker Saalbau mit Chor und Westturm, 2. Hälfte 18. Jahrhundert, bezeichnet 1772; mit Ausstattung | D-1-80-118-22 Wikidata | weitere Bilder        |

## Ehemalige Baudenkmäler
In diesem Abschnitt sind Objekte aufgeführt, die früher einmal in der Denkmalliste eingetragen waren, jetzt aber nicht mehr. Objekte, die in anderem Zusammenhang also z. B. als Teil eines Baudenkmals weiter eingetragen sind, sollen hier nicht aufgeführt werden. Aktennummern in diesem Abschnitt sind ehemalige, jetzt nicht mehr gültige Aktennummern.

| Lage                                        | Objekt                     | Beschreibung                                                                      | Akten-Nr.              | Bild                       |
| ------------------------------------------- | -------------------------- | --------------------------------------------------------------------------------- | ---------------------- | -------------------------- |
| Obergrainau Neuneralmweg 2/4 (Standort)     | Doppelhaus                 | Modern ausgebaut; Zierbund, letztes Viertel 18. Jahrhundert.                      | D-1-80-118-3 Wikidata  | BW                         |
| Obergrainau Törlenweg 10 (Standort)         | Wirtschaftsteil            | Mit Legschindeldach, im Kern 17./18. Jahrhundert.                                 | D-1-80-118-17 Wikidata | Wirtschaftsteil            |
| Obergrainau Waxensteinstraße 28 (Standort)  | Ehemaliges Bauernhaus      | Mit breitgelagertem Zierbund, Zimmermannsinschrift und Jahrzahl 1779.             | D-1-80-118-? Wikidata  | BW                         |
| Untergrainau An der Arch 1 (Standort)       | Ehemaliges Bauernhaus      | Bruchsteinbau mit Flachsatteldach, 2. Hälfte 18. Jahrhundert.                     | D-1-80-118-24 Wikidata | BW                         |
| Untergrainau Baderseeweg 4 (Standort)       | Bundwerk                   | Zierbundgiebel an westlicher Haushälfte, 2. Hälfte 18. Jahrhundert, im Kern 1664. | D-1-80-118-25 Wikidata | Bundwerk                   |
| Untergrainau Baderseeweg 13 (Standort)      | Ehemaliges Kleinbauernhaus | Mit einfachem Zierbund, 2. Hälfte 18. Jahrhundert.                                | D-1-80-118-27 Wikidata | Ehemaliges Kleinbauernhaus |
| Untergrainau Unterer Dorfplatz 1 (Standort) | Geschafts- und Wohnhaus    | Ehemaliger Bauernhof mit Laden; Zierbund bezeichnet 1757.                         | D-1-80-118-34 Wikidata | Geschafts- und Wohnhaus    |
| Untergrainau Unterer Dorfplatz 2 (Standort) | Wohn- und Geschäftshaus    | Zweigeschossiger Doppelgiebelbau mit Flachsatteldächern und Zierbünden, um 1800.  | D-1-80-118-35 Wikidata | Wohn- und Geschäftshaus    |